# Gradötzkees
Das Gradötzkees (früher auch Grödez Kees) ist ein Gletscher im Muntanitzkamm im Bezirk Lienz (Osttirol). Es befindet sich südlich des Großen Muntanitz.
Das Gradötzkees liegt zwischen den Wellachköpfen und dem Kleinen Muntanitz im Westen, dem Großen Muntanitz im Norden und den Muntanitzpalfen im Osten. Der Gletscher liegt im Gemeindegebiet von Matrei in Osttirol, wobei sich der östliche Randbereich an der Grenze zur Gemeinde Kals am Großglockner befindet. Südwestlich liegt das Bachtrögerkees, nordwestlich das Muntanitzkees. Seine nördlichste Ausdehnung befindet sich zwischen dem Kleinen Muntanitz und dem Kampl, im Süden dringt das Gradötzkees bis etwa zum Nordgipfel der Wellachköpfe vor. Der Gletscher weist eine maximale Nord-Süd-Länge von rund 1,1 Kilometer auf.

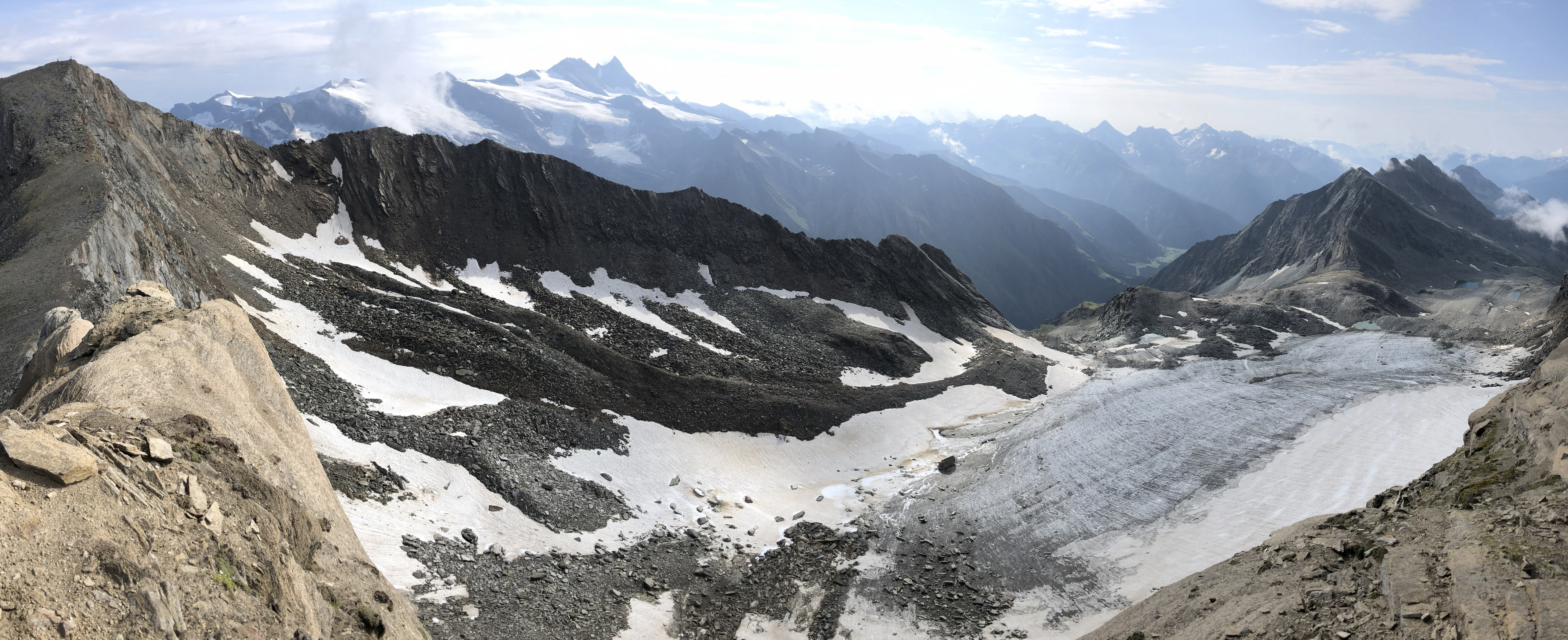
Großer Muntanitz, Muntanitzpalfen, Gradötzkees, Gradötz, Kendlspitzen (von rechts nach links, gesehen 2021 vom Gipfel des Kleinen Muntanitz), hinten Glocknergruppe mit Großglockner

Anfang der 1870er Jahre reichte das Gradötzkees noch bis unter den Großen Muntanitz und erstreckte sich bis auf unter 2.600 Meter. Mit einer Nord-Süd-Länge von fast drei Kilometern endete das Gradötzkees im Süden im Bereich der heutigen Sudetendeutschen Hütte. In der zweiten Hälfte des 19. Jahrhunderts bildete das Gradötzkees zudem nach Osten Lappen aus, die sich westlich und östlich der Plojerwand erstreckten. Diese verschwanden im Zuge des Gletscherschwundes jedoch ebenso wie das benachbarte Kredl Kees südlich des Gradötz. Die ostwärts  abfließenden Lappen waren Mitte des 20. Jahrhunderts noch vorhanden, während der Gletscher im Süden noch bis 2740 Meter hinabreichte.